# ソフィイフスキー国立樹木公園
ソフィイフスキー国立樹木公園（ソフィイフスキーこくりつじゅもくこうえん、宇: Національний дендрологічний парк «Софіївка»）は、樹木園（植物園の一種）であり、ウクライナ国立科学アカデミー（НАН України）の科学研究機関である。この公園は、ウクライナ中央部のチェルカースィ州ウーマニの北部、カミアンカ川の近くに位置している。公園の一部のエリアは英国式庭園を彷彿とさせる。現在、この公園は年間50万人の観光客が訪れる人気のレクリエーション・スポットである。ソフィイフスキーは、19世紀初頭のガーデニング・デザイン見ることができる景勝地である。公園には3、地元産および外来種を含む2,000種類を超える木々や低木がある。その中には、タキソジウム、ストローブマツ、ユリノキ、プラタナス、イチョウなどが含まれている。1980年以来、科学アカデミーの会員特派員である生物科学博士のイワン コーセンコが公園の管理者を務めている。

## 歴史

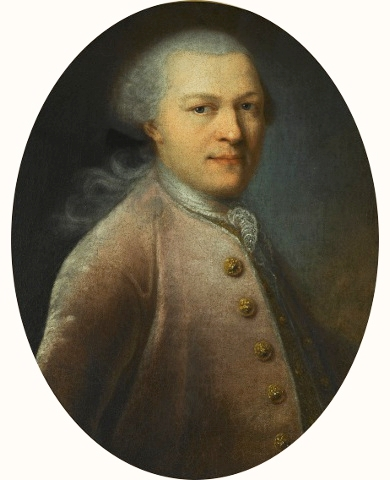
スタニスワフ・シュチェンスヌィ・ポトツキ伯爵

この英国式庭園は、コリーイの乱後にウーマニを再建したポーランドのシュラフタ、スタニスワフ・シュチェンスヌィ・ポトツキ伯爵によって1796年に設立された。当時のウーマニはロシア帝国の一部だった。公園の名前は彼のギリシャ人の妻ソフィアにちなんで付けられた。それはスタニスワフ・シュチェンスヌィ・ポトツキから妻への誕生日プレゼントだった。

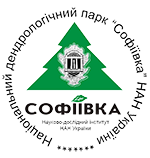
ソフィイフスキー国立樹木公園の紋章

公園の建設費は1,500万ズウォティと見積もられており、現代の基準からすると巨額だ。主な請負業者はヨーロッパ中から多くの珍しい植物を輸入したポーランドの軍事技術者ルートヴィヒ・メッツェルだった。彼は地元の農奴を主な労働力として雇用した。公園用地は多くの渓谷があり、カミアンカ川によって分断され、非常に未開発の土地だった。公園の主な構成は、一連の人工盆地と池（上部8ヘクタール、下部1.5ヘクタールなど）、滝（最も高いものは高さ14メートル）、閘門、地下川アケロンを備えた川のほとりにある。開園式典は、公園とその名の由来を称賛する詩を書いたスタニスラフ・トレンベツキーによっても称賛された。公園は、多くの彫刻（主にアンティークのもの）、人工の崖、洞窟、展望台で飾られている。公園は1832年のポーランド11月蜂起後に没収され公有地となり、キエフ公会議所に移管されました。同年、ロシア皇帝ニコライ1世は皇后アレクサンドラ・フョードロヴナに公園を贈与した。1836年から1859年にかけて、この公園は軍事居住局の所有物となり大幅に変更された。
世界的に有名な庭園公園芸術作品の一つである。公園内には滝、噴水、池、石庭など見張るものが多くあり、現在まで保存されている18世紀後半から19世紀初頭のヨーロッパの風景庭園デザインの代表例となった。
ソフィイフスキー公園は、専門家とインターネット・コミュニティによる投票に基づいて、2007年8月21日にウクライナの七名所の一つに選ばれた。また1985年7月には、小惑星番号2259の小惑星に対してソフィイフスキー公園を記念した Sofievka という名称が付けられた。

## 公園の観光スポット

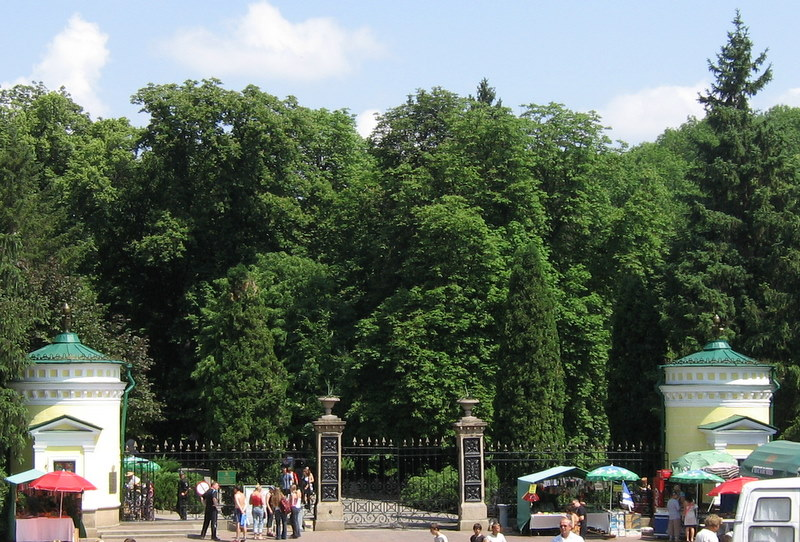
正面玄関

建築家の独自のアイデアにより、この公園はホメーロスの詩『オデュッセイア』と『イーリアス』のさまざまな部分を描いている。

### 南部
公園はサドバ通りの「正面玄関」から始まる。中央の路地は正面玄関の後に続く。1850年から1852年に建てられた正面玄関の塔が今もそこに残っている。現在「科学芸術の家」と呼ばれている観光サービスセンターが近くにある。この建物はオリジナルの建築様式を持ち、最上階には展望エリアがある。建物には博物館のほかにホテル、レストラン、サウナがある。
公園の入り口は長い間ブラックポプラで飾られていた。公有化以降、これらの木はロシア帝国全土で非常に人気となった。1996年以前は、入り口から右側に小さな歴史博物館があった。1957年に建設され、実験室として使用されていた。1980年以降、鉄道ガイド用の博物館に変更された。1996年にすべての展示物は管理棟に移されました。現在、旧博物館の場所からは、1930年代にここに現れた花崗岩の断崖と小さな「ジュネーブ湖」を眺めることができる。
ジュネーブ湖の上の空き地に、警備兵のために小さな展望台が建てられた。東屋の形がキノコに似ていたことから、入り口から右側の丘の上のエリアは「キノコ」と呼ばれている。展望台は1994年に改修された。

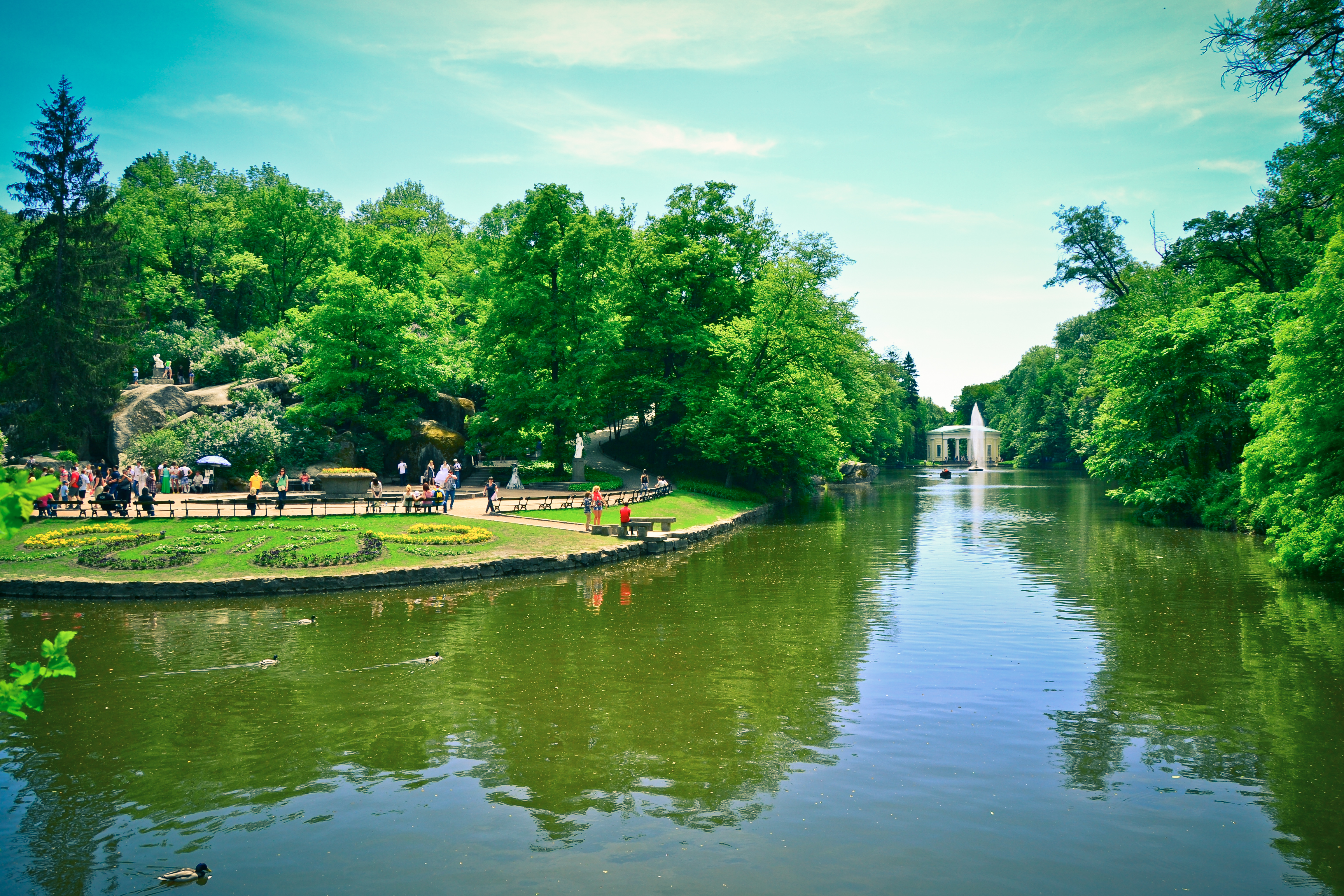
アセンブリー広場とイオニア海の眺め (遠くにスネーク ファウンテンとフローラ パビリオンがある)

メインの路地の右側（メインエントランスとタイペルスク岩の間）のヒノキとマツは、1891年に植えられた。この地域は第二次世界大戦が始まる前は「小スイス」と呼ばれていた。
「タイペルスク岩」は、「小スイス」を過ぎた大通りの右側にある。この岩は古代ローマのキャピトル要塞の南東壁にちなんで名付けられ、その上に木製の望楼がある。ポトッキーの統治時代、この地点は公園の終点であった。
フローレ ・パビリオンの前の左側には、「シルバー・ソース」と呼ばれる泉がある。この天然の水源はアンティークなスタイルで装飾されており、1974年に建設された。
メインの路地は「フローラパビリオン」で終わる。このパビリオンは、いくつかの道が交わる広場に位置している。

### 中央部
ウクライナのソフィイウカの中央地帯の構成は、古代ギリシャとローマの神話の場面に基づいて決定されており、いくつかの場所はギリシャの神々、英雄、作家、哲学者の居住地を模倣している。一方で、雷の洞窟（カリュプソーの洞窟）は水を供給するパイプラインでもある。このエリアはヘルメスとヴィーナスの像で飾られている。
左側のキューピッド像の東には、ロケテク洞窟とヌト洞窟につながる花崗岩の階段がある。これらは、ウクライナのソフィイフスキー公園の建設の最初の期間に作成された。一方、ナット洞窟は右側に位置しています。これはバレーの巨人たちの構成を完成させた。洞窟の中には溶岩ではなく花崗岩が刻まれており、その横には三段の滝が作られている。

## ギャラリー

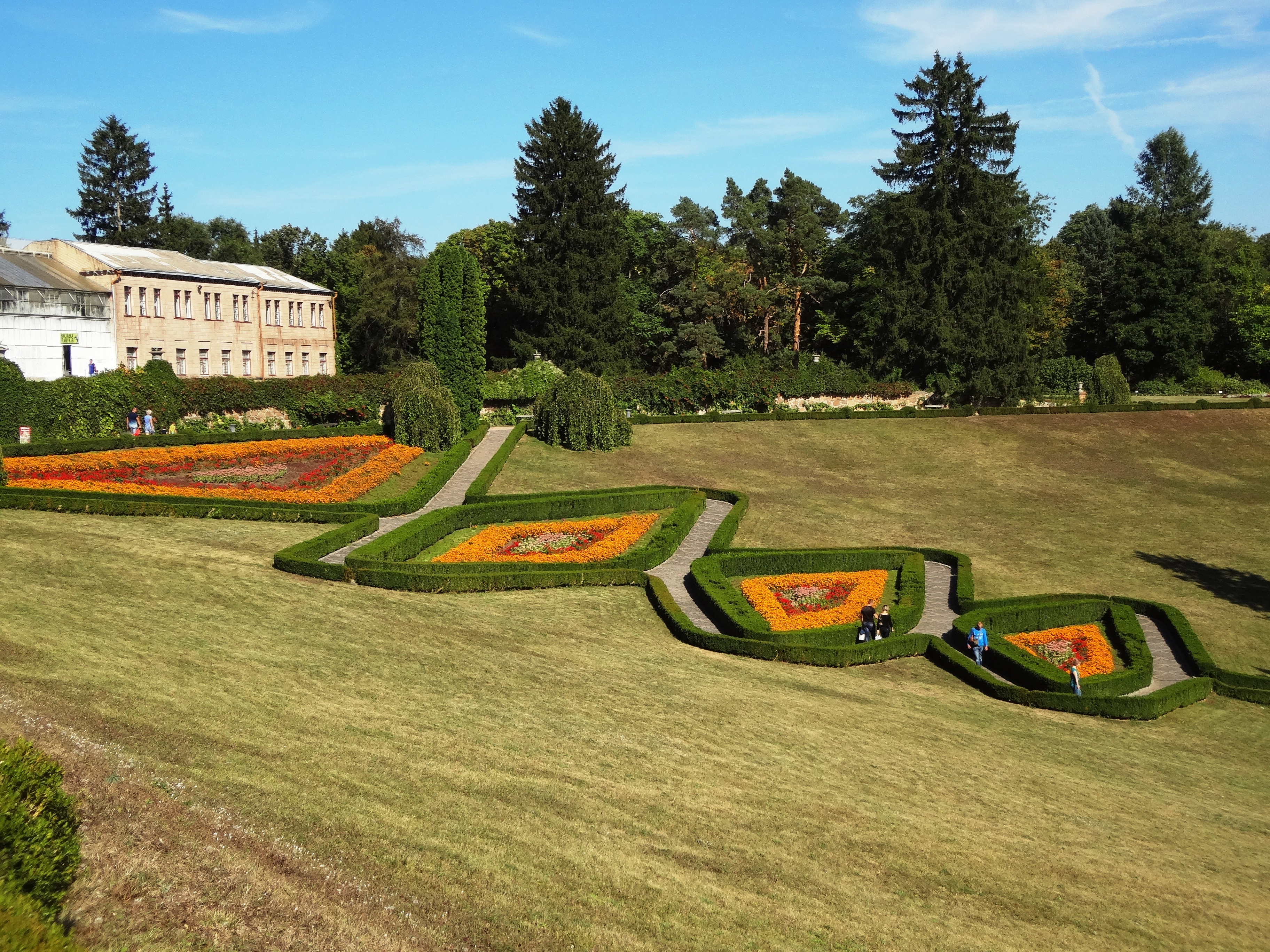
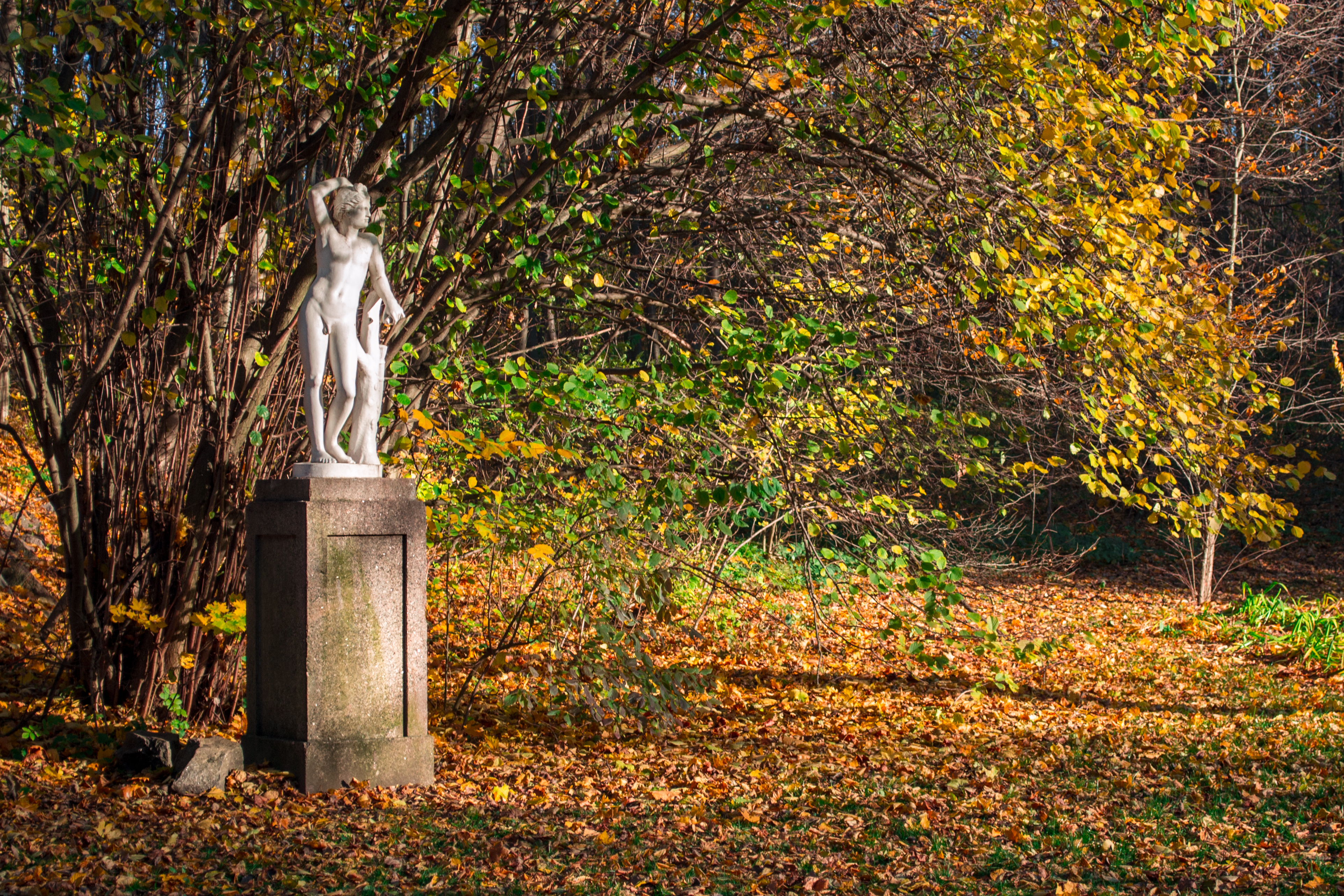
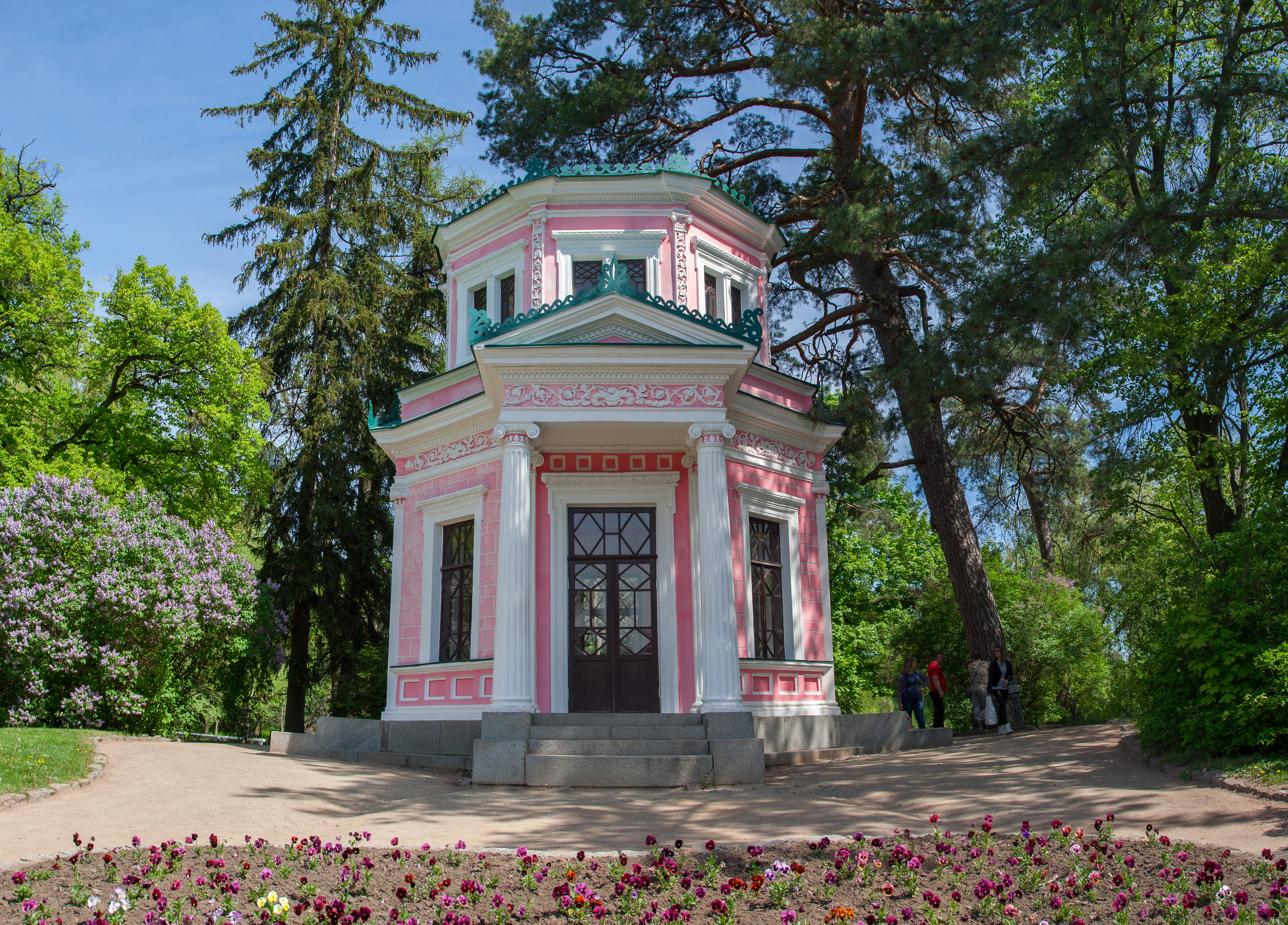
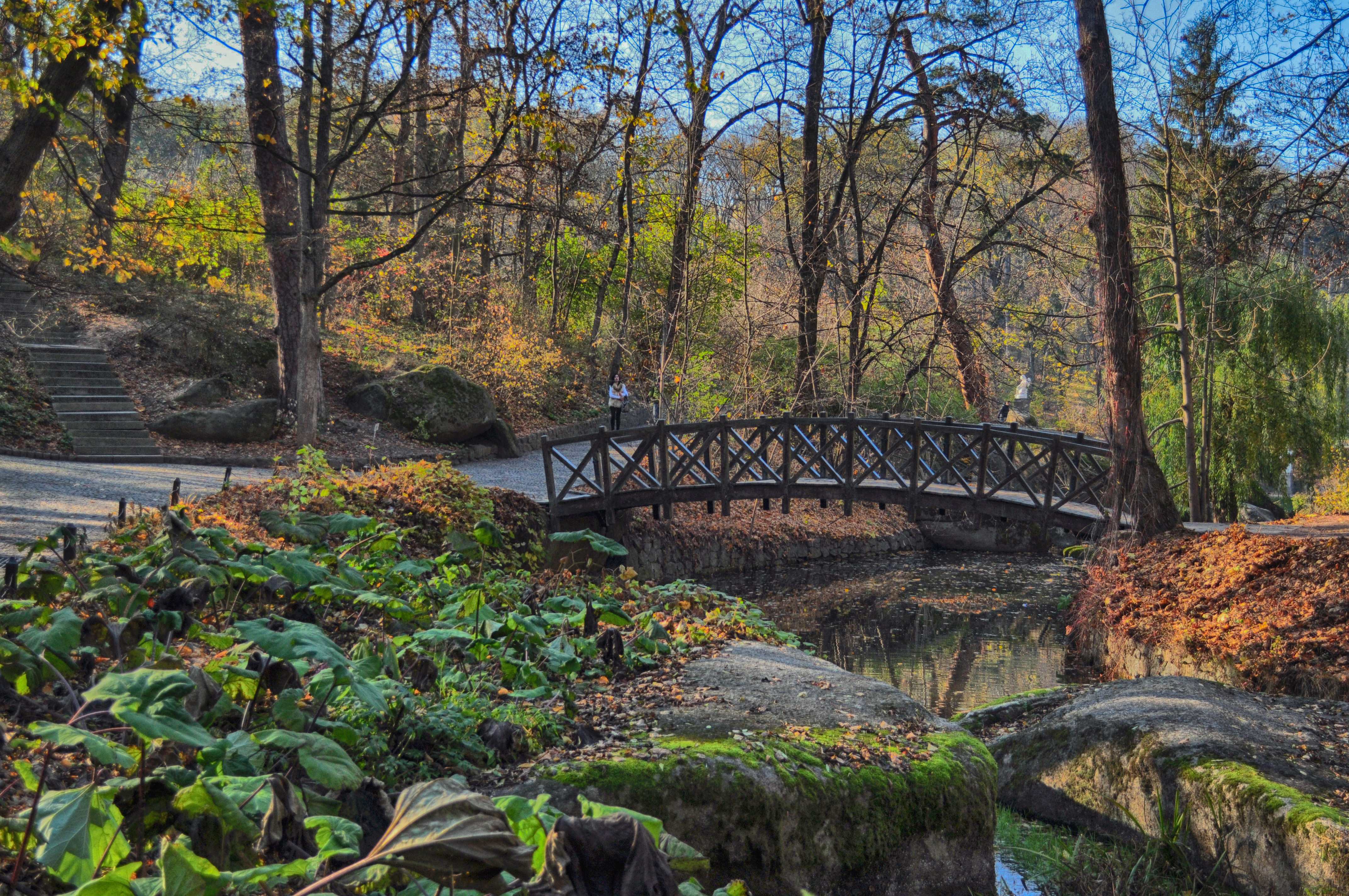
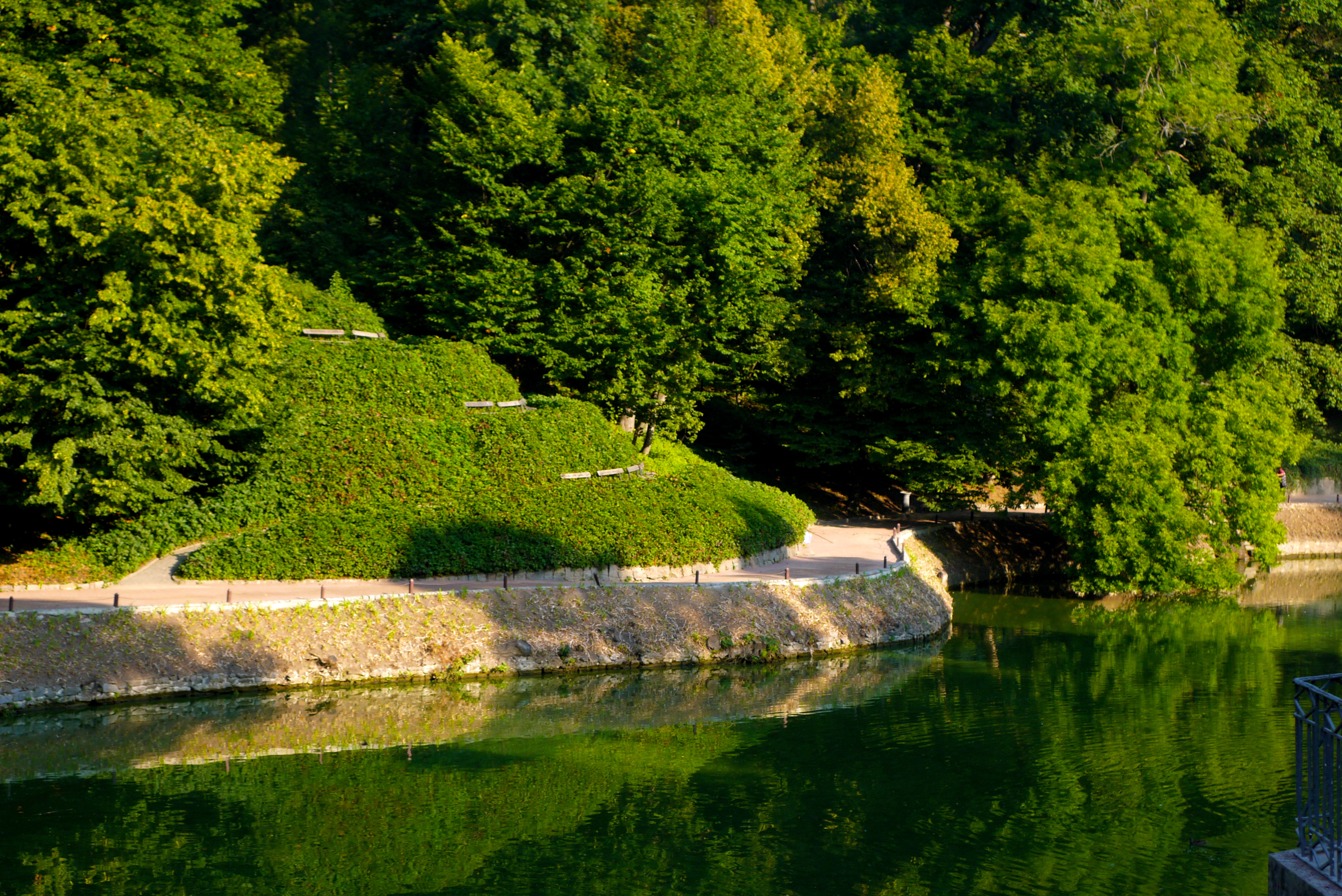
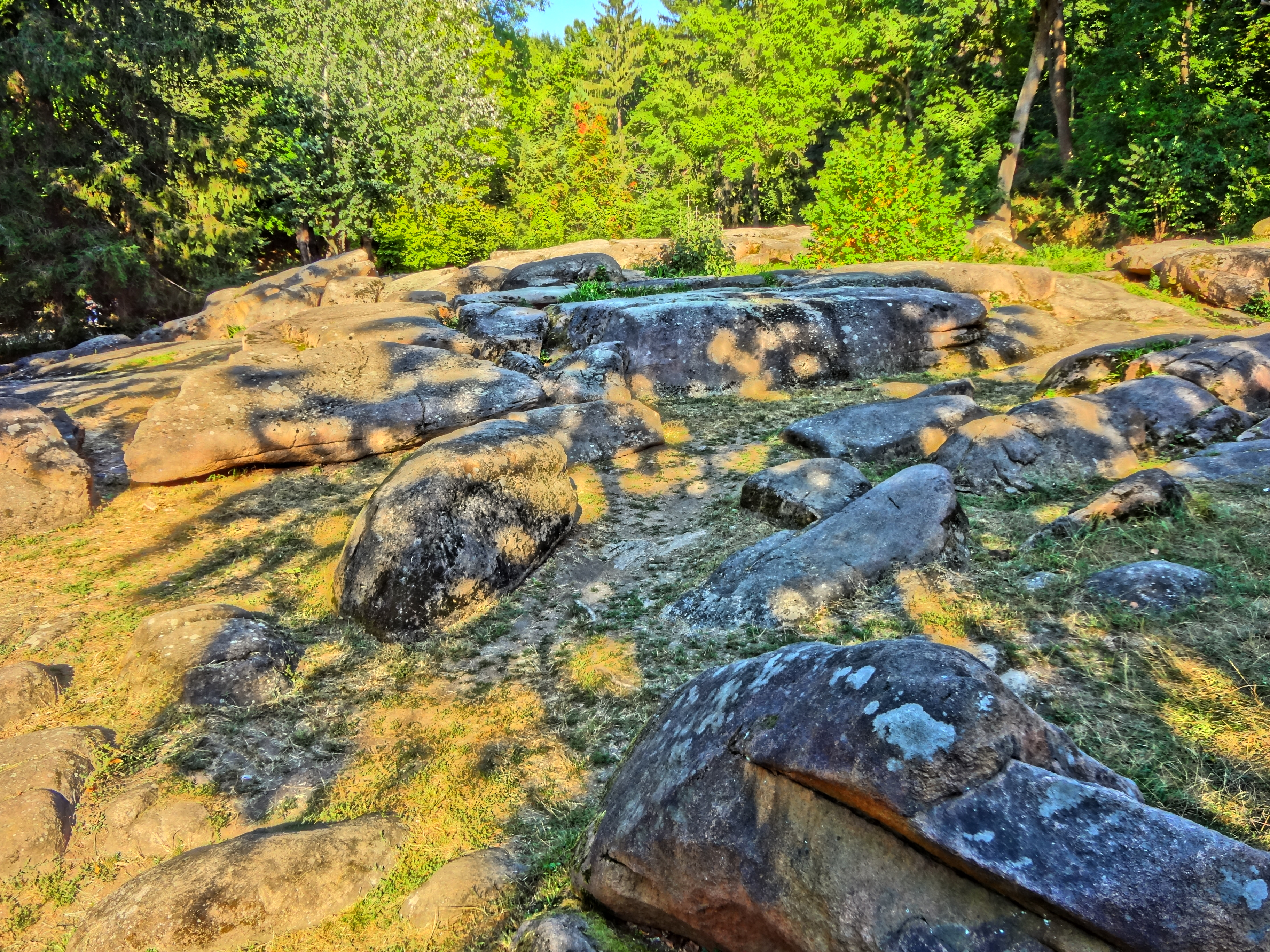
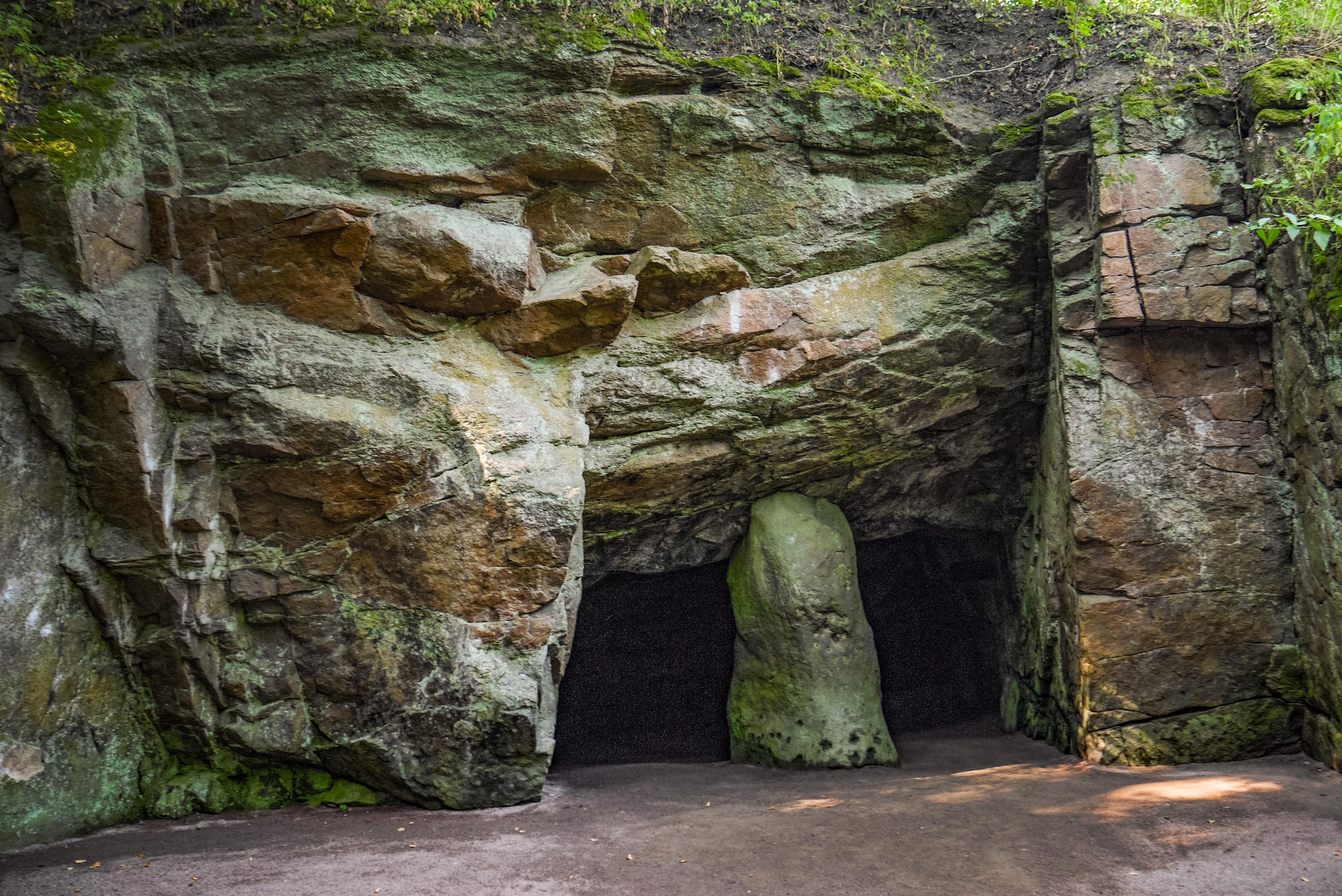

## 脚註